# Unionskirche (Idstein)

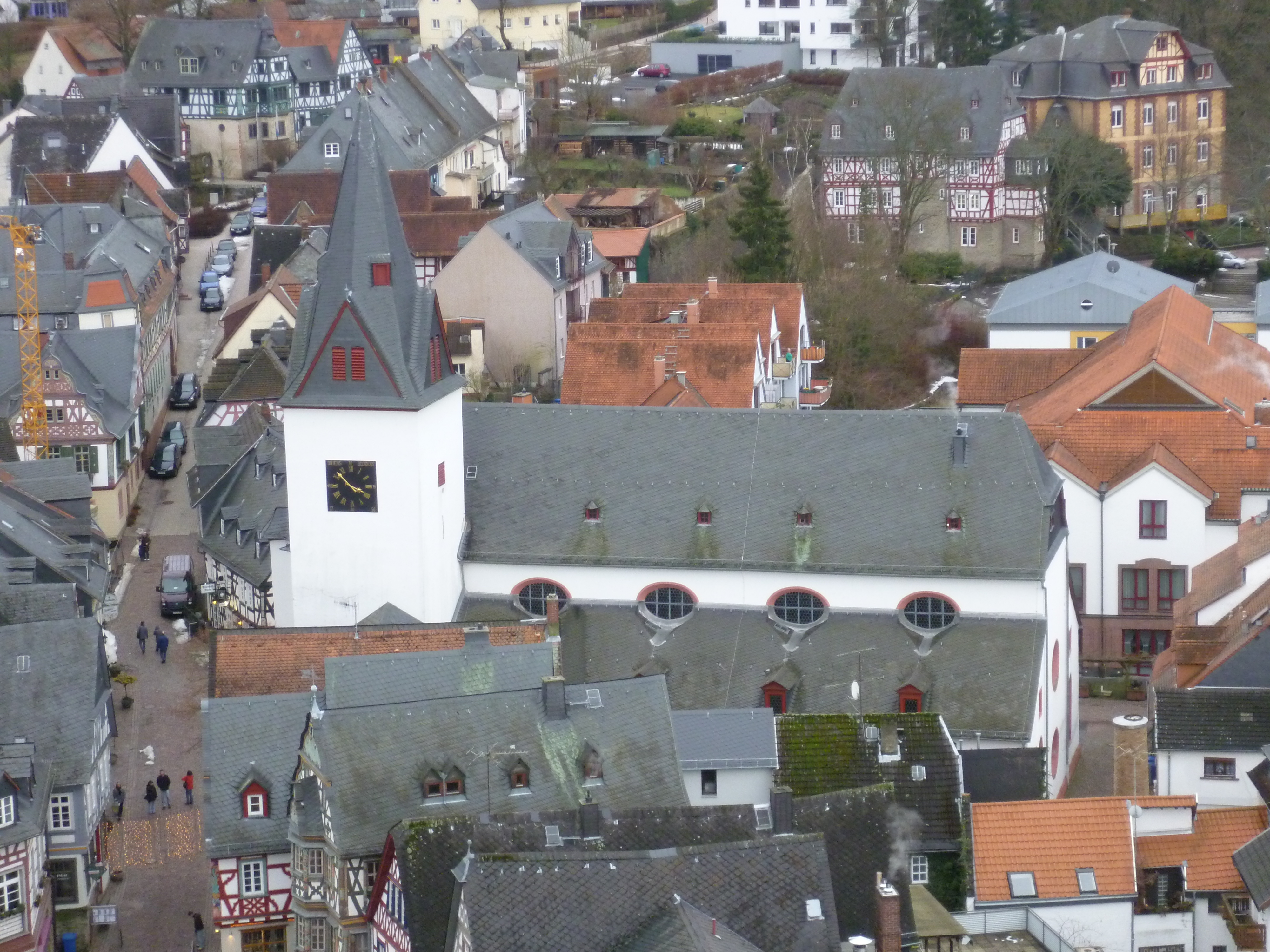
Die Unionskirche in Idstein

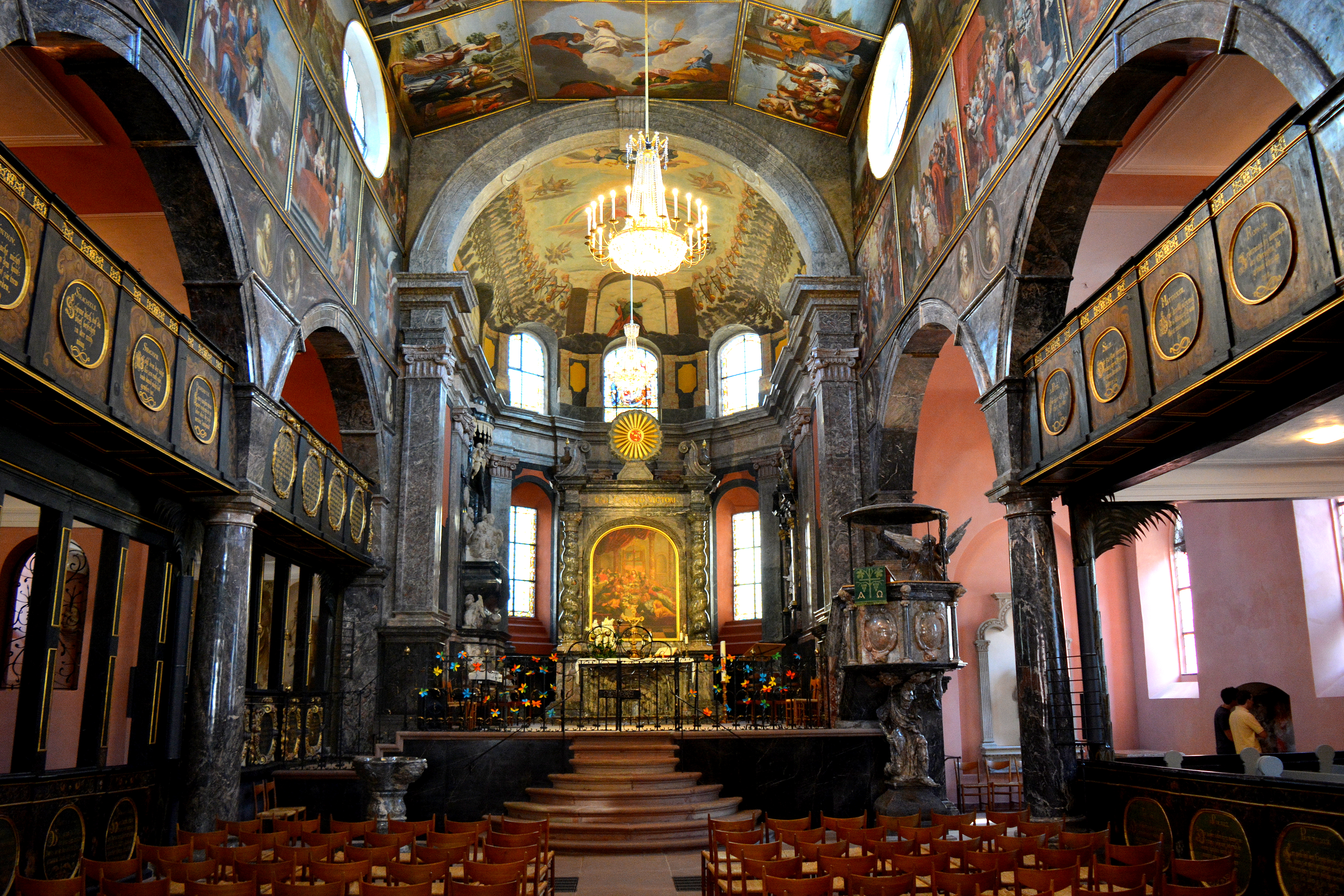
Blick zum Altar, 2017 nach der Restaurierung

Die Unionskirche in Idstein in der Martin-Luther-Straße 1 ist eine evangelische Pfarrkirche mit einer herausragenden barocken Inneneinrichtung. Sie entstand als erster bedeutender Kirchenbau im Herzogtum Nassau nach dem Dreißigjährigen Krieg und trägt, wie auch das nahegelegene Killingerhaus und der Höerhof, das internationale Schutzzeichen für Kulturgut nach der Haager Konvention.

## Geschichte
Bereits vor 1287 muss an der Stelle der Unionskirche eine romanische Kirche bestanden haben, wie Baureste im Turm belegen. Genaueres ist über diese Kirche nicht bekannt. An ihrer Stelle wurde 1330 bis 1350 unter Graf Gerlach die gotische Stiftskirche St. Martin in Form einer Basilika errichtet. Dem 1333 gegründeten Chorherrenstift gehörten sechs Kanoniker an. 1540 begann unter Graf Philipp von Nassau-Wiesbaden-Idstein die Reformation. 1553 verließ der letzte katholische Stiftsgeistliche die Stadt und danach wurde das Stift in eine lutherische Stiftung umgewandelt, die 1817 im Nassauischen Zentralstudienfonds aufging. Von der gotischen Kirche sind eine Gruft mit Kreuzgratgewölbe vom Anfang des 15. Jahrhunderts unter dem Chor sowie die ab 1509 als Gruft genutzte ehemalige Sebastianskapelle mit Sterngewölbe erhalten sowie einige Grabmale der Grafen von Nassau-Idstein im „Reiterchörlein“.

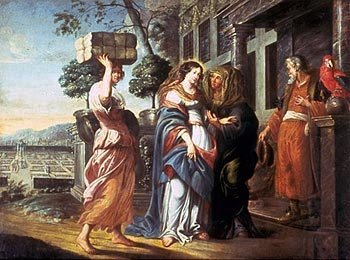
Heimsuchung

Von 1665 bis 1677 wurde die Kirche durch Graf Johann zur Predigt- und Hofkirche umgebaut. Dabei wurde das Kirchenschiff verlängert, das gotische Gewölbe entfernt und die Marmorarkaden und Emporen eingezogen. Die Brüstungen sind mit Bibelsprüchen beschrieben. Die Decke des Hauptschiffes wurde mit großformatigen Ölgemälden aus der Rubensschule vollständig verkleidet. Die 38 großflächigen Bilder sind mit Ölfarbe auf Leinwand gemalt. Sie zeigen Szenen aus dem Neuen Testament. Die meisten Bilder malten Michael Angelo Immenraedt und sein Schüler Johannes Melchior Bencard aus Antwerpen; drei Bilder entwarf Joachim von Sandrart, fünf führte sein Neffe Johann von Sandrart aus. Die Kirche erhielt einen neuen Altar aus Marmor von Arnold Harnisch und einen neuen Taufstein. Johann selbst erlebte den Abschluss der Arbeiten nicht, da er kurz vorher starb.
Bei weiteren Umbauten im 18. Jahrhundert wurden die übrigen gotischen Baumerkmale weitgehend entfernt. Der Chor wurde 1725 als Gedächtnisstätte für die Grafen von Nassau-Idstein ausgebaut. Der Bildhauer Franz Matthias Hiernle errichtete links vom Altar nach einem Entwurf von Maximilian von Welsch ein Grabdenkmal für Fürst Georg August Samuel von Nassau-Idstein, seine Frau Henriette Dorothea und ihre Kinder.
Bis 1917 wurde die heutige Unionskirche als Stadtkirche bezeichnet. Sie ist im Gegensatz zur Schlosskapelle im Idsteiner Schloss, in der ab 1806 die katholische Gemeinde ihren Gottesdienst feierte, wie auch zu der Himmelkirch genannten Kapelle St. Mariae vor dem Himmeltor, die in der Nähe des heutigen Marktplatzes stand, eine evangelisch-unierte Kirche. Der Name Unionskirche wurde anlässlich des hundertsten Jubiläums der Vereinigung von lutherischer und reformierter Kirche im Herzogtum Nassau zur Evangelischen Landeskirche in Nassau verliehen. Anders als die im selben Jahr auf obrigkeitlichen Druck geschlossene Union in Preußen beruhte die Nassauische Union auf einer freien Entscheidung der beteiligten Pastoren.
Die Unionskirche wurde im Hinblick auf das 200-jährige Jubiläum der Nassauischen Union 2017 umfassend saniert. Der Festgottesdienst zur Wiedereröffnung nach dreieinhalbjährigen Restaurierungsarbeiten fand am 25. Juni 2017 statt.

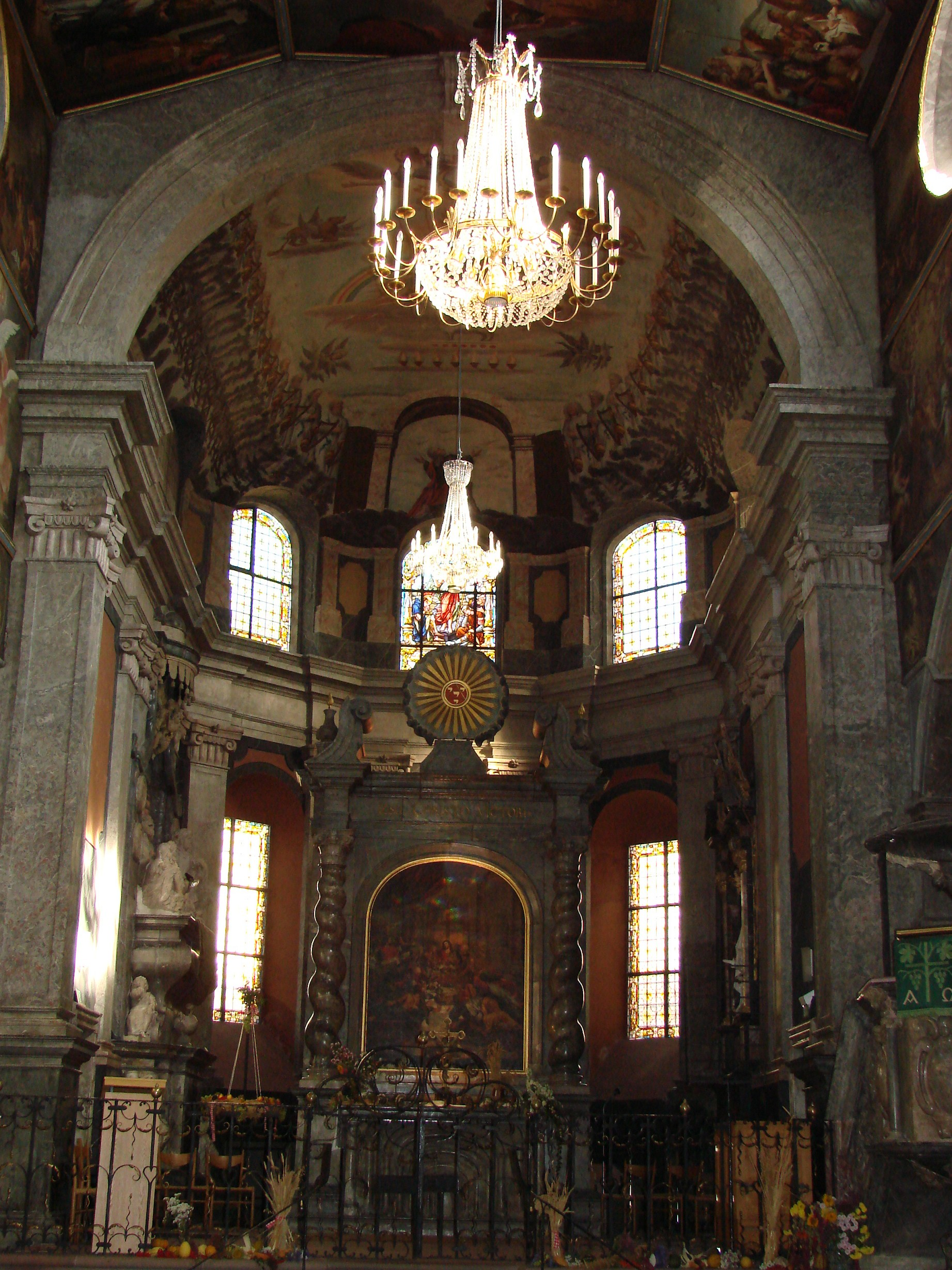
Chor
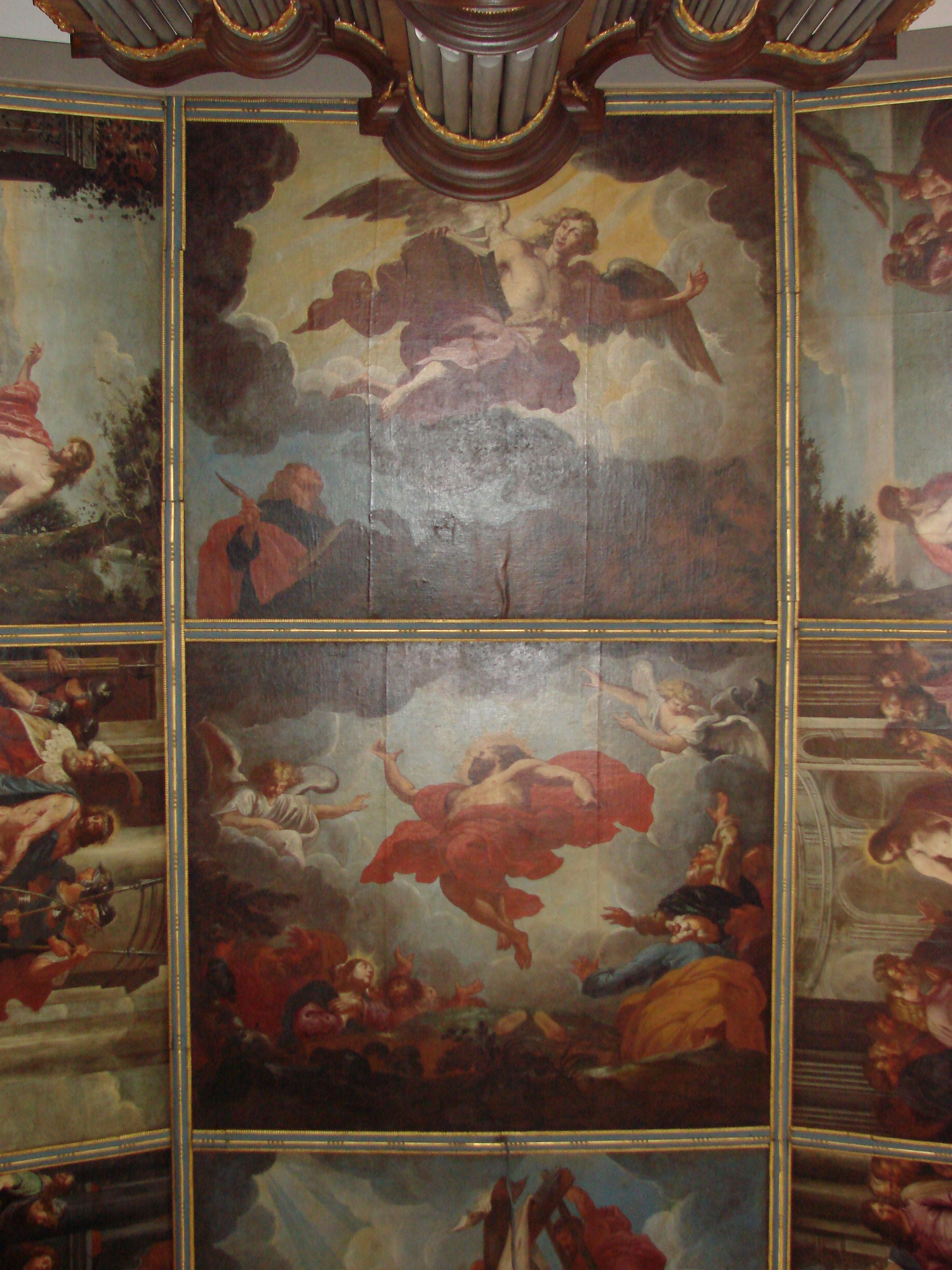
Deckengemälde
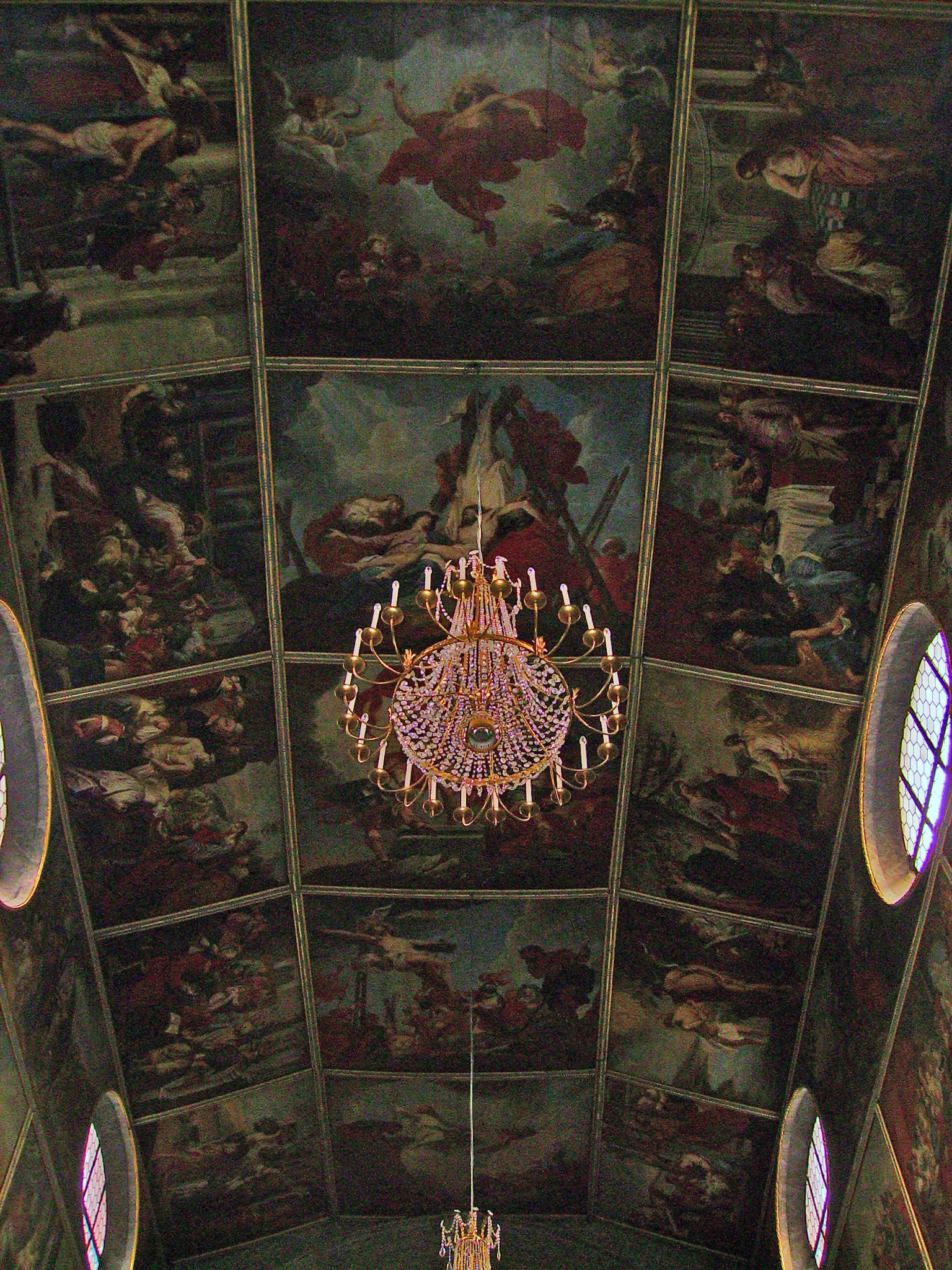
Deckengemälde
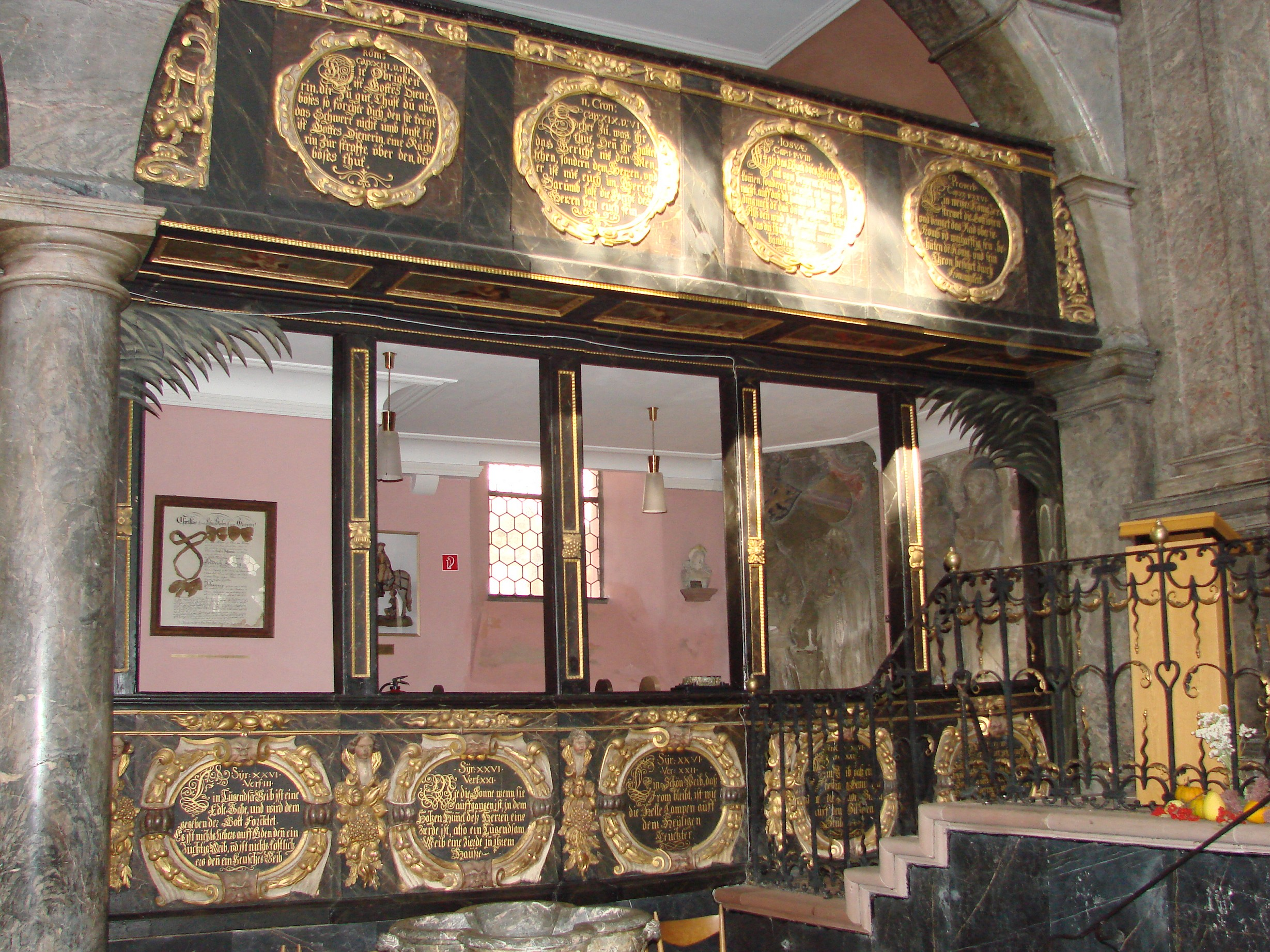
Reiterchörchen

## Orgel

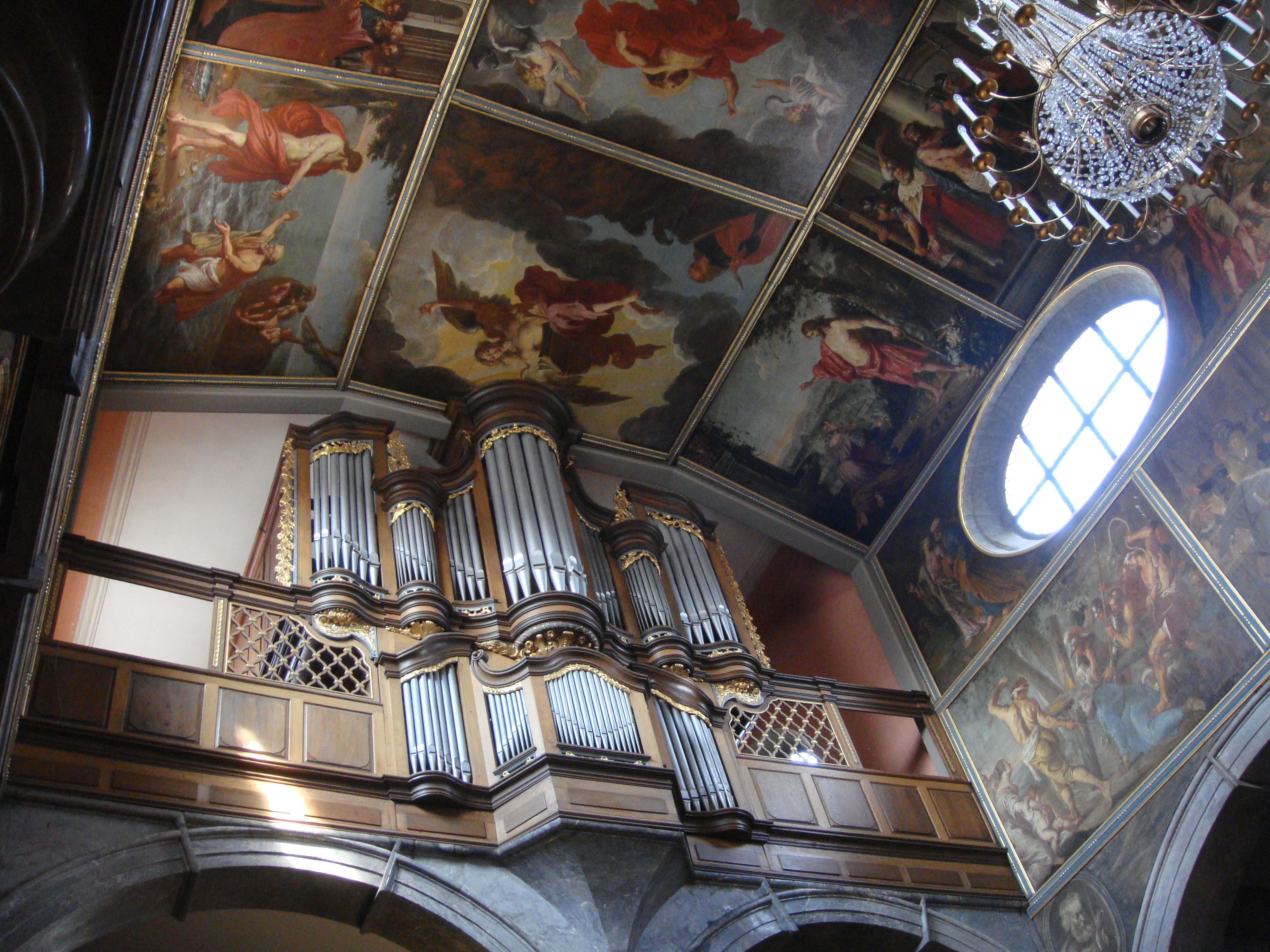
Blick zur Orgel und zu den Deckengemälden

Die Orgel wurde 1912 von Walcker erbaut und in den historischen Prospekt der Stumm-Orgel von 1783 integriert. 1990 wurde das Instrument durch die Erbauerfirma restauriert. Das Instrument mit Taschenladen hat 30 Register auf zwei Manualwerken und Pedal. Die Spiel- und Registertrakturen sind pneumatisch.
| I Hauptwerk C–g3 |                        |     |
| 1.               | Bourdon                | 16′ |
| 2.               | Prinzipal              | 08′ |
| 3.               | Bourdon                | 08′ |
| 4.               | Flûte Harmonique       | 08′ |
| 5.               | Salicional             | 08′ |
| 6.               | Viola di Gamba         | 08′ |
| 7.               | Oktave                 | 04′ |
| 8.               | Rohrflöte              | 04′ |
| 9.               | Oktave                 | 02′ |
| 10.              | Kornett-Mixur III–IV 0 |     |
| 11.              | Trompete               | 08′ |

| II Schwellwerk C–g3 |                          |     |
| 12.                 | Lieblich Gedackt         | 16′ |
| 13.                 | Geigenprinzipal          | 08′ |
| 14.                 | Lieblich Gedackt         | 08′ |
| 15.                 | Gemshorn                 | 08′ |
| 16.                 | Flauto Amabile           | 08′ |
| 17.                 | Aeoline                  | 08′ |
| 18.                 | Vox Coelestis (ab c0)    | 08′ |
| 19.                 | Quintatön                | 08′ |
| 20.                 | Traversflöte             | 04′ |
| 21.                 | Viola                    | 04′ |
| 22.                 | Harmonia Aetherea I–III0 |     |
| 23.                 | Klarinette               | 08′ |

| Pedal C–f1 |                        |     |
| 24.        | Kontrabass             | 16′ |
| 25.        | Subbass                | 16′ |
| 26.        | Zartbass (= Nr. 12)    | 16′ |
| 27.        | Oktavbass              | 08′ |
| 28.        | Violoncello (= Nr. 6)  | 08′ |
| 29.        | Choralbass (= Nr. 7) 0 | 04′ |
| 30.        | Posaune                | 16′ |

- Koppeln II/I (auch als Suboktavkoppel), II/II (Superoktavkoppel), I/P, II/P, Generalkoppel
- Spielhilfen: 3 feste Kombinationen (p - mf - tutti), 3 freie Kombinationen, Automatisches Pianopedal, Walze, Calcant.

## Sonstiges

### Kirchenmusik

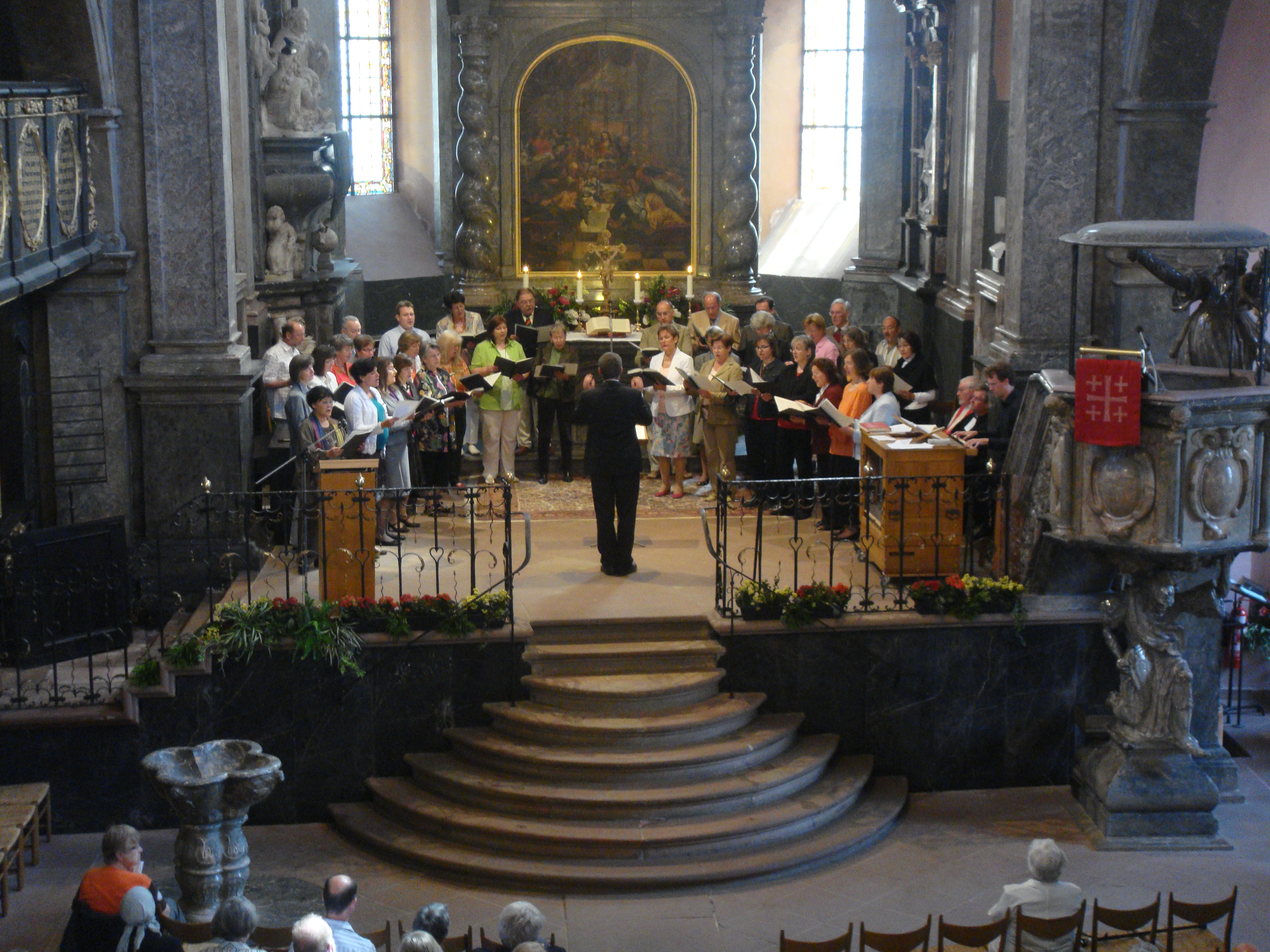
Chor St. Martin im jährlichen ökumenischen Gottesdienst am Pfingstmontag, 2010

Der Kirchenchor, geleitet von Edwin Müller, gab sich 1972 den Namen Idsteiner Kantorei und begann, regelmäßig zwei Chorkonzerte im Jahr aufzuführen, zusätzlich zur Mitwirkung im Gottesdienst und Konzerten in den kleineren Kirchen des Dekanats, zum Beispiel in der Johanneskirche in Niederseelbach oder der Kirche in Heftrich. Seit 2003 ist Carsten Koch Kantor der Unionskirche, der außerdem an der Musikhochschule Frankfurt lehrt. Er wählte für Chorkonzerte auch weniger bekannte Werke aus, zum Beispiel Schumanns Missa sacra am 9. November 2008. 2011 wurde Mendelssohns Lobgesang aufgeführt, mit Christiane Kohl als Solistin.

### Konzerte
Die Unionskirche war eine Spielstätte des Rheingau Musik Festivals, insbesondere für Vokalensembles wie Chanticleer, ensemble amarcord und Die Singphoniker.
Carsten Koch begann 2004 eine Reihe von Sinfoniekonzerten am Tag des offenen Denkmals, die sämtliche Sinfonien von Beethoven beinhaltete. Sie wurde am 9. September 2012 mit der 9. Sinfonie beendet. Das Konzert beschloss eine Jubiläumswoche der Kirchenmusik, 100 Jahre Walcker-Orgel und 40 Jahre Idsteiner Kantorei.